# 秦雯
秦雯（1982年11月—），中国内地编剧、作家，擅长都市、爱情题材。丈夫为导演王光利。

## 生平
秦雯是土生土长的上海人，2001年，获得第三届全国新概念作文大赛一等奖，在文学界崭露头角，因兴趣放弃了保送复旦大学，选择就读中央戏剧学院。2003年起进入编剧行列，首部署名编剧作品是电视剧《我们无处安放的青春》。2018年，凭电视剧《我的前半生》获第24届上海电视节白玉兰奖最佳编剧。2024年，凭电视剧《繁花》获得第29届上海电视节白玉兰奖、第32届中国电视金鹰奖、第二届中国电视剧年度盛典的最佳编剧。

## 作品

### 电视剧
- 《我们无处安放的青春》（2007）
- 《辣妈正传》（2013）
- 《闺蜜嫁到》（2016）
- 《我的前半生》（2017）
- 《他其实没有那么爱你》（2020）
- 《流金岁月》（2020）
- 《赘婿》（2021）
- 《叛逆者》（2021）
- 《繁花》（2023）
- 《今天的她们》（2024）
- 《独身女人》（2025）

### 电影
- 《影子爱人》（2012）
- 《制服》（2013）
- 《金腰带》（2024）